# 阿部一孝
阿部 一孝（あべ かずたか、1970年7月19日-）は、日本の撮影監督（カメラマン）。千葉県習志野市出身。

## 人物
東京ビジュアルアーツ映画科卒業。(株)ナックイメージテクノロジーでカメラを学びフリー撮影助手に。助手時代は柴崎幸三カメラマンに師事。平山秀幸、山崎貴、三島有紀子監督作品などに数多く参加している。

## 主な撮影作品

### 映画
- 電車男（2005年・村上正典監督・Bカメラ撮影）
- レンタネコ（2012年・荻上直子監督）
- 永遠の０（2013年・山崎貴監督・撮影補）
- 埼玉家族（2013年・加瀬聡監督）
- 繕い裁つ人（2015年・三島有紀子監督）
- ビブリア古書堂の事件手帖（2018年・三島有紀子監督）
- DIVOC-12 『よろこびのうた Ode to Joy』[1]（2021年・三島有紀子監督）
- アクターズショートフィルム（2021年・WOWOW）『機械仕掛けの君』（磯村勇斗監督）『そそがれ』（白石隼也監督）『GET SET GO』（津田健次郎監督）
- アクターズショートフィルム3（2023年・WOWOW）『いつまで』（中川大志監督）『虎の洞窟』（野村萬斎監督）[2]

### ドラマ
- だから荒野（2015年・NHK BS・渡邊孝好監督）[3]
- 劇場霊からの招待状（2015年・TBS・中田秀夫・佐藤太・佐々木浩久・三宅隆太・木ノ本豪監督）[4]
- 世にも奇妙な物語 映画監督編 『事故物件』（2015年・フジテレビ・中田秀夫監督）[5]
- あのコの夢を見たんです。『また明日』（2020年・テレビ東京・枝優香監督）
- 猿に会う（2020年・dTV・高橋栄樹監督）
- 半径5メートル（2021年・NHK・三島有紀子）
- 正体（2022年・WOWOW・中田秀夫・谷口正晃監督）[6]
- シャイロックの子供たち（2022年・WOWOW・鈴木浩介監督）
- 定年オヤジ改造計画（2022年・NHK BS・渡邊孝好監督）[7]

### MV
- RUNE「この花が枯れる前に」
- RUNE「KEY MAN」
- Greeeen「贈る言葉」
- androp「Koi」
- RUNE「卓越の青」